# Il Fortelletto
Il Fortelletto è una dimora storica che sorge nel cuore del borgo della Costa di Cumiana, in provincia di Torino.

## Storia
L'esistenza di un edificio citato come "fortalicium" presso la chiesa di San Giovanni Battista è attestata in un documento che reca una supplica dei nobili Canalis al vescovo di Torino, datato al 15 febbraio 1407. Si ipotizza, tuttavia, che il complesso risalga ad epoche precedenti e che sia anteriore al castello della Costa; lo suggeriscono la presenza di elementi strutturali significativi e indizi documentari, che rinvierebbero agli antichi consortili arduinici e umbertini tradizionalmente custodi di fortezze pubbliche, di cui è certa la presenza a Cumiana. 
L'edificio è registrato ancora come "palacium de forteleti" e anche "de forteletis" nel catasto del 1542-1550 e come "pallazzo di Fortelletto" a metà del Seicento. II complesso è documentato anche con i nomi "Fortelleto", "Fortlet" e "Tortletto".
Alla metà del Cinquecento figura come "palazzo" tra i beni di Charles Vuillet dei signori di Saint-Pierre in Valle d'Aosta, primo presidente del Senato di Savoia e guardasigilli della cancelleria ducale; il vasto patrimonio in terre e case di cui faceva parte doveva essere appartenuto pochi anni prima al padre, Jean Vuillet signore di Saint-Pierre e Châtel-Argent, maestro dell'ospizio ducale e primo segretario del duca Carlo II di Savoia.
II palazzo passò in seguito ai Canalis, feudatari di Cumiana dal 1366, dimoranti nell'attiguo castello già dei Savoia-Acaia. L'ultimo discendente dei Canalis proprietario del Fortelletto risulta Francesca Caterina, marchesa Biandrate di San Giorgio e Castellargento, morta nel 1763. Francesca Caterina Canalis e sua nipote Anna Coardi di Bagnasco vendettero la casa e una parte dei beni già posseduti dai Vuillet a Giovanni Battista Viretto, capomastro minusiere. Nel corso del XIX e XX secolo l'edificio venne frazionato e passò nelle mani di vari proprietari.
Gli attuali proprietari acquistarono una prima porzione della casa nel 1982, ponendola sotto il vincolo del Ministero per i beni e le attività culturali nel 2000. L'unificazione della struttura storica è stata completata con l'acquisizione delle particelle rimanenti nel 2010 e nel 2011. Nel 2012 è stato affidato il progetto di restauro e ridestinazione del fabbricato.

## Architettura
L'edificio attuale ha l'aspetto di una casa a corte settecentesca, frutto di rimaneggiamenti avvenuti nel corso dei secoli su preesistenze medievali.  Sono tuttora riconoscibili un tratto del muro di cinta, torri del borgo e un pozzo accessibile da una galleria interrata.
La struttura è molto articolata e comprende un corpo centrale di tre piani e due ali laterali più basse, con stalle e fienili, ad esso collegate. Sul versante a mezzogiorno si estende l'orto-giardino, circondato dal torrente Moretta.
Il portone di ingresso è compreso in una cortina muraria che cela un moncone d'arco gotico di un precedente portone diversamente orientato; è sormontato da un affresco raffigurante la Madonna addolorata con angeli e la Sindone, di iconografia seicentesca. 
Entro due nicchie ai lati del portone erano dipinti con molta probabilità: a destra Sant'Ignazio con in mano la Regola, come suggeriscono gli scarsissimi resti e la scritta soprastante "Ad majorem Dei gloriam"; a sinistra San Francesco che riceve le stimmate, identificabile dai raggi che si dipartono da una croce.
Si ha notizia presso Il Fortelletto di un antico hospitale pauperum (ospedale dei poveri), in cui venivano accolti poveri e viandanti lungo le strade di transito e pellegrinaggio; ne rimane traccia nel grande forno, che era a servizio dell'ospedale, e nelle croci dell'Ordine di San Giovanni, noto anche come Ordine dei Cavalieri di Malta, che ornano le quattro facciate del campanile della Costa. La domus hospitalis della Costa rimanda alle case che gli ordini monastico-cavallereschi medievali fondarono per assistere i pellegrini.
Nel corso di recenti restauri sono venute alla luce in due sale pitture murali di raffinata esecuzione risalenti alla seconda metà del XV secolo.